# Cretaci superior
| Període                                       | Època    | Estatge      | Edat (Ma)    |              |
| --------------------------------------------- | -------- | ------------ | ------------ | ------------ |
| Paleogen                                      | Paleocè  | Danià        | (més recent) | (més recent) |
| Cretaci                                       | Superior | Maastrichtià | 72,1 ± 0,2   | 72,1 ± 0,2   |
| Cretaci                                       | Superior | Campanià     | 83,6 ± 0,2   | 83,6 ± 0,2   |
| Cretaci                                       | Superior | Santonià     | 86,3 ± 0,5   | 86,3 ± 0,5   |
| Cretaci                                       | Superior | Coniacià     | 89,8 ± 0,3   | 89,8 ± 0,3   |
| Cretaci                                       | Superior | Turonià      | 93,9         | 93,9         |
| Cretaci                                       | Superior | Cenomanià    | 100,5        | 100,5        |
| Cretaci                                       | Inferior | Albià        | ~ 113,0      | ~ 113,0      |
| Cretaci                                       | Inferior | Aptià        | ~ 125,0      | ~ 125,0      |
| Cretaci                                       | Inferior | Barremià     | ~ 129,4      | ~ 129,4      |
| Cretaci                                       | Inferior | Hauterivià   | ~ 132,6      | ~ 132,6      |
| Cretaci                                       | Inferior | Valanginià   | ~ 139,8      | ~ 139,8      |
| Cretaci                                       | Inferior | Berriasià    | ~ 145,0      | ~ 145,0      |
| Juràssic                                      | Superior | Titonià      | (més antic)  | (més antic)  |
| Comissió Internacional d'Estratigrafia (2020) |          |              |              |              |

El Cretaci superior és la més recent de les dues grans subdivisions del període Cretaci. Començà fa uns 100 milions d'anys i acabà en fa 65 milions. El Cretaci rep el seu nom dels famosos penya-segats blancs del sud d'Anglaterra, que daten d'aquesta època.
Fou un període de gran èxit pels dinosaures, amb l'aparició i diversificació de molts nous tipus, com ara els tiranosàurids, hadrosaures, ancilosaures i ceratòpsids a Asiamèrica (l'oest de Nord-amèrica i l'est d'Àsia) i titanosaures i abelisaures a Gondwana.
Les aus esdevingueren cada vegada més comunes i diverses fins que superaren els pterosaures, que s'hagueren de conformar amb nínxols ecològics cada cop més especialitzats.
Als oceans, els mosasaures aparegueren sobtadament i experimentaren una radiació evolutiva espectacular. També aparegueren els taurons moderns i es diversificaren els pliosaures policotílids i els elasmosaures. Aquests predadors s'alimentaven dels nombrosos peixos teleostis, que després evolucionaren a formes més avançades (neoteleostis).
A l'acabament del període Cretaci es diversificaren les plantes amb flor, i els marsupials didèlfids i els primitius mamífers placentaris també esdevingueren comuns. La fi del període arribà amb l'extinció del Cretaci-Paleogen.